# Combat de la Gare-aux-Bœufs
Guerre franco-prussienne
Siège de Paris
Batailles
- Chronologie de la guerre franco-prussienne de 1870
- Sarrebruck (08-1870)
- Wissembourg (08-1870)
- Forbach-Spicheren (08-1870)
- Wœrth (08-1870)
- Bitche (08-1870)
- Phalsbourg (08-1870)
- Borny-Colombey (08-1870)
- Strasbourg (08-1870)
- Mars-la-Tour (08-1870)
- Toul (08-1870)
- Gravelotte (08-1870)
- Metz (08-1870)
- Nouart (08-1870)
- Beaumont (08-1870)
- Noisseville (08-1870)
- Sedan (08-1870)
- Montmédy (09-1870)
- Soissons (09-1870)
- Siège de Paris et chronologie du siège (09-1870)
- Nompatelize (10-1870)
- Bellevue (10-1870)
- Châtillon (10-1870
- Châteaudun (10-1870)
- Buzenval (10-1870)
- Bourget (10-1870)
- Dijon (10-1870)
- Belfort (11-1870)
- La Fère (11-1870)
- Langres (11-1870)
- Bouvet et Meteor (navale) (11-1870)
- Coulmiers (11-1870)
- Thionville (11-1870)
- Châtillon-sur-Seine (11-1870)
- Villers-Bretonneux (11-1870)
- Beaune-la-Rolande (11-1870)
- Champigny (11-1870)
- Orléans (12-1870)
- Loigny (12-1870)
- Châteauneuf (12-1870)
- Beaugency (12-1870)
- Longeau (12-1870)
- l’Hallue (12-1870)
- Siège de Péronne (1871)
- Bapaume (01-1871)
- Villersexel (01-1871)
- Le Mans (01-1871)
- Héricourt (01-1871)
- Saint-Quentin (01-1871)
- Buzenval (01-1871)

Le combat de la Gare-aux-Bœufs, eut lieu le 29 novembre 1870, pendant le siège de Paris durant la guerre franco-prussienne. Les troupes françaises sous les ordres du général Vinoy lancent une attaque de diversion afin de suppléer la grande opération à Champigny.

## Contexte
Pour redonner espoir aux habitants de la capitale, le général Louis Trochu, gouverneur de Paris, décide d'organiser une sortie générale afin d'effectuer une percée des lignes allemandes.

À cet effet, le général Vinoy prend le commandement de toute la rive gauche de la Seine et des 3 divisions qui s'y trouvent en position et qui sont sous les ordres des généraux Corréard, de Maud'huy et du contre-amiral Pothuau. L'ensemble s'élève à 38 100 hommes :

La division Maud'huy forte de 16 500 hommes était positionnée aux redoutes des Hautes-Bruyères et du Moulin-Saquet.
La division Corréard forte de 7 bataillons de la Garde nationale mobile était positionnée à Montrouge, Vanves et Issy. La division était renforcée de 3 000 hommes de garde nationale 

La division Pothuau forte de 8 700 hommes se répartissant en 4 bataillons de la Garde nationale mobile avec 5 700 hommes et 4 bataillons de fusiliers marins avec 3 000 hommes était positionnée à Vitry et à Ivry. La division était renforcée de 3 000 hommes de garde nationale.

Plusieurs attaques de diversion sont lancées l'effort principal étant dirigée sur Champigny-sur-Marne.
Sur la rive gauche, la division Maud'huy doit attaquer l'Haÿ et la division Pothuau la Gare-aux-Bœufs.

## Le combat
Les troupes de la division Pothuau devant passer très à découvert sous le feu de l'ennemi, les colonnes reçurent l'ordre de partir de très bonne heure, se dirigeant avant le jour afin de prendre l'objectif aussitôt.

Les troupes de l'amiral Pothuau, renforcées des 17e et 116e bataillons de la garde nationale, sous le commandement du colonel Édouard Roger du Nord, enlèvent par un vigoureux coup de main la Gare-aux-Bœufs ainsi que le poste ennemi qui le défendait et qui fut fait en partie prisonnier, dont un officier, et s'y retranche fortement. Les Prussiens ne cherchent pas à reprendre la position.
À 8 h 35, une dépêche télégraphique émanent du gouverneur de Paris, arrive au général Schmitz indiquant : « Prévenez Vinoy, La Roncière, Beaufort et Liniers que la grande opération est ajournée par suite de la crue de la Marne et rupture du barrage. La suite de leur opération doit se mesurer sur cet incident. Ils seront juges ».

À 9 h 40 une seconde dépêche télégraphique indique : « Opération transformée. Par suite de l'impossibilité de faire  parvenir des instructions coordonnées à la masse  des troupes réunies sur la Marne, nous restons dans nos positions prêts à agir du côté d'Avron où la présence d'une nombreuse artillerie peut nous engager ».

À la suite de ces dépêches, le général Vinoy jugeant sa possession inutile donna l'ordre de la faire évacuer. Les troupes entamèrent alors dans l'après-midi, sans comprendre, une retraite qui ne fut aucunement inquiétée par l'ennemi.

## Bilan
Avec l'ajournement de la grande opération, l'ennemi eut ainsi le temps de prendre ses dispositions pour sa défense et d'appeler en grand nombre des renforts sur les points menacés.

## Sources, notes et références
- Les ouvrages indiqués dans bibliographie

1. ↑  « La statue du combat de la gare-aux-Bœufs-1870 à Choisy-le-Roi »
2. ↑  « Monument commémoratif des combats de la Gare-aux-Bœufs, 29-30 novembre 1870 - Choisy-le-Roi »
3. ↑  Choisy-le-Roi : Gare aux Bœufs et la Tuilerie de Vitry